# Tribunal Superior de Justicia de la Región de Murcia
El Tribunal Superior de Justicia de la Región de Murcia (TSJMU) es el máximo órgano del poder judicial en la Región de Murcia (España). Tiene su sede en Murcia.

## Historia
Su antecedente más directo fueron las antiguas Audiencias Territoriales nacidas en 1812. El actual Tribunal Superior de Justicia de la Región de Murcia fue creado en 1985 a partir del artículo 26 de la Ley Orgánica del Poder Judicial, constituyéndose el 23 de mayo de 1989.

## Competencias
El Tribunal Superior de Justicia de la Región de Murcia es el órgano jurisdiccional en que culmina la organización judicial en la comunidad autónoma, sin perjuicio de la competencia reservada al Tribunal Supremo.

## Organización
El alto tribunal murciano se divide en cinco órganos:
- Sala de Gobierno
- Sala de lo Civil y Penal
- Sala de lo Contencioso-Administrativo
- Sala de lo Social
- Sala Especial

## Sede
El TSJMU tiene su sede en el Palacio de Justicia -proyecto redactado por el arquitecto Germán Álvarez de Sotomayor-, sito en Ronda de Garay de la ciudad de Murcia. Este edificio de cinco plantas, inaugurado en 1975, fue concebido para albergar los juzgados de la ciudad y es sede actual del Tribunal Superior de Justicia y la Audiencia Provincial de Murcia.

## Presidencia
El actual presidente del Tribunal Superior de Justicia de la Región de Murcia es Manuel Luna Carbonell.